# Diósjenő vasútállomás
Diósjenő vasútállomás egy Nógrád vármegyei vasútállomás, Diósjenő községben, melyet a MÁV üzemeltet.

## Vasútvonalak
Az állomást az alábbi vasútvonalak érintik:
- Vác–Balassagyarmat-vasútvonal
- Diósjenő–Romhány-vasútvonal

## Kapcsolódó állomások
A vasútállomáshoz az alábbi állomások vannak a legközelebb:
- Nógrád vasútállomás (Vác–Balassagyarmat-vasútvonal)
- Borsosberény megállóhely (Vác–Balassagyarmat-vasútvonal)
- Tolmács megállóhely (Romhány vasútállomás, Diósjenő–Romhány-vasútvonal)

## Forgalom
| Járat | Útvonal | Gyakoriság |
| ----- | --- | ---------- |
| S750  | Vác – Kisvác – Fenyveshegy – Magyarkút-Verőce – Magyarkút – Szokolya – Berkenye – Nógrád – Diósjenő | Óránként   |
| S750  | Vác – Kisvác – Fenyveshegy – Magyarkút-Verőce – Magyarkút – Szokolya – Berkenye – Nógrád – Diósjenő – Borsosberény – Nagyoroszi – Drégelyvár – Sáferkút – Drégely – Drégelypalánk – Ipolyvece – Dejtár – Ipolyszög – Balassagyarmat | Napi 7 pár |